# Šije (Chorwacja)
Šije – wieś w Chorwacji, w żupanii primorsko-gorskiej, w gminie Ravna Gora. W 2011 roku liczyła 21 mieszkańców.